# (468386) 2016 GW65
(468386) 2016 GW65 es un asteroide perteneciente al cinturón de asteroides, descubierto el 29 de diciembre de 2003 por el equipo Spacewatch desde el Observatorio Nacional de Kitt Peak (Arizona, Estados Unidos).